# Cottage Grove (Oregon)
|  | Dieser Artikel wurde aufgrund von inhaltlichen Mängeln auf der Qualitätssicherungsseite des Projektes USA eingetragen. Hilf mit, die Qualität dieses Artikels auf ein akzeptables Niveau zu bringen, und beteilige dich an der Diskussion! Eine nähere Beschreibung der zu behebenden Mängel fehlt. |

Cottage Grove ist eine Stadt im Lane County im US-Bundesstaat Oregon. Das U.S. Census Bureau hat bei der Volkszählung 2020 eine Einwohnerzahl von 10.574 auf einer Fläche von 8,6 km² ermittelt. Die Bevölkerungsdichte lag bei 1.235 Einwohnern je km².

## Demografie
Die bei der Volkszählung im Jahr 2000 ermittelten 8.445 Einwohner von Cottage Grove lebten in 3.264 Haushalten; darunter waren 2.183 Familien. Die Bevölkerungsdichte betrug 988 pro km². Im Ort wurden 3.430 Wohneinheiten erfasst. Unter der Bevölkerung waren 92,8 % Weiße, 0,2 % Afroamerikaner, 1,2 % amerikanische Indianer, 0,9 % Asiaten und 1,6 % von anderen Ethnien; 3,2 % gaben die Zugehörigkeit zu mehreren Ethnien an.
Unter den 3.264 Haushalten hatten 33,0 % Kinder unter 18 Jahren; 49,4 % waren verheiratete zusammenlebende Paare. 28,1 % der Haushalte waren Singlehaushalte. Die durchschnittliche Haushaltsgröße war 2,54, die durchschnittliche Familiengröße 3,05 Personen.
Die Bevölkerung verteilte sich auf 27,4 % unter 18 Jahren, 8,5 % von 18 bis 24 Jahren, 26,4 % von 25 bis 44 Jahren, 21,7 % von 45 bis 64 Jahren und 16,0 % von 65 Jahren oder älter. Der Median des Alters betrug 37 Jahre.
Der Median des Haushaltseinkommens betrug 30.442 $, der Median des Familieneinkommens 37.457 $. Das Pro-Kopf-Einkommen in Cottage Grove betrug 14.550 $. Unter der Armutsgrenze lebten 19,8 % der Bevölkerung.